# Mijn vader is een saucisse (film)
Mijn vader is een saucisse is een Vlaamse filmkomedie uit 2021 geregisseerd door Anouk Fortunier. De hoofdproducent is Dries Phlypo van A Private View in coproductie met The Film Kitchen, Leitwolf Filmproduktion en Norddeutscher Rundfunk. Distributie is in handen van Paradiso Filmed Entertainment. Het is een verfilming van het boek Mon père est une saucisse van de Franse schrijfster Agnès de Lestrade.

## Verhaal
Zoë is de jongste van de familie Schutijzer. Ze zijn net verhuisd en Zoë gaat naar een andere school waar ze schuchter is en daardoor regelmatig op gesprek moet met de schoolpsychologe. Haar oudste zus Fien zit dagelijks geruime tijd op de badkamer om haar uiterlijk te verbeteren. Broer Kas is een doemdenker die zich opsluit in de kelder en zich voorbereidt op allerhande mogelijke rampen en epidemieën. Moeder Veronique is vertegenwoordigster van het pralinebedrijf van opa en is daardoor meestal op buitenlandse zakenreis. Vader Paul is financieel beheerder in een bank en vertrouwt alleen de berekeningen die hij uitvoert op zijn ouderwetse rekenmachine.
Wanneer op een dag die rekenmachine het begeeft, neemt Paul een drastisch besluit: hij neemt op staande voet ontslag om professioneel acteur te worden. Hij post zelfgemaakte filmpjes op allerhande websites. Als Zoë wordt opgemerkt in zulk filmpje door klasgenoten wordt ze gepest. Paul ontdekt dit en besluit haar enkele dagen thuis te houden met de smoes dat ze “besmettelijke westnijlkoorts heeft opgelopen na een steek van een tijgermug”.
Tijdens die dagen helpt Zoë haar vader met het instuderen van teksten, maar hij wordt telkens afgewezen. Tijdens een van die audities overtuigt Zoë het jurylid om het fragment met haar vader te spelen. Paul krijgt de rol niet, maar zijn auditie wordt wel doorgestuurd naar een regisseur van reclamefilmpjes. Zo krijgt Paul zijn eerste betaalde rol: hij moet verkleed als “vegan-saucisse” reclame maken voor een opstartend bedrijf. Op de dag van opname geeft zijn tegenspeler zijn fiat en wordt Zoë gevraagd voor die rol.
Veronique, niet blij met de beslissingen die Paul achter haar rug nam, meent dat hun huwelijk voorbij is en ergert zich aan het onverantwoorde gedrag van Paul. Haar mening verandert nadat ze het betreffende filmpje ziet en van de schoolpsycholoog hoort dat Zoë in de positieve zin is veranderd en dat de belevenis met haar vader net hetgeen was dat ze nodig had.
Paul houdt zijn acteercarrière voor bekeken en overtuigt zijn voormalige baas voor een gesprek. Wanneer Paul verneemt dat hij op datzelfde tijdstip een auditie mag houden voor zijn “droomrol” verandert hij nogmaals van mening.

## Rolverdeling
| Acteur                   | Personage       |
| ------------------------ | --------------- |
| Johan Heldenbergh        | Paul            |
| Savannah Vandendriessche | Zoë             |
| Hilde De Baerdemaeker    | Veronique       |
| Jade De Ridder           | Fien            |
| Ferre Vuye               | Kas             |
| Camilia Blereau          | Oma             |
| Serge-Henri Valcke       | Opa             |
| Frank Focketyn           | Marx            |
| Chokri Ben Chikha        | Mo              |
| Charlotte De Groof       |                 |
| Lotte Diependaele        | Carla           |
| Riana Fleerackers        | Petra           |
| Katja Uffelmann          | Mevrouw De Wolf |
| Eva van der Gucht        | Mevrouw Torfs   |
| Robbe Vandenven          | Dimitri         |

## Prijzen en nominaties
| Wedstrijd                           | Categorie                         | Ontvanger(s)                                                 | Resultaat   | Ref.  |
| ----------------------------------- | --------------------------------- | ------------------------------------------------------------ | ----------- | ----- |
| Cinekid                             | Beste Nederlandstalige kinderfilm | Anouk Fortunier                                              | Genomineerd |       |
| Cinekid                             | Best Pitch                        | Dries Phlypo Anouk Fortunier Jean-Claude Van Rijckeghem      | Gewonnen    | [ 4 ] |
| Tallinn Black Nights Film Festival  | Just Film Award                   | Anouk Fortunier                                              | Gewonnen    |       |
| Film Festival Oostende              | Ensor "Beste jeudgfilm"           | Anouk Fortunier Jean-Claude Van Rijckeghem Dries Phlypo      | Gewonnen    |       |
| Providence Children's Film Festival | Publieksprijs                     | Anouk Fortunier Jean-Claude Van Rijckeghem Agnès de Lestrade | Gewonnen    |       |
| Children KinoFest                   | Grand Prize                       | Anouk Fortunier                                              | Genomineerd |       |